# Lijst van rivieren in Minnesota
Dit is een lijst van rivieren in Minnesota.

## Alfabetisch

### A-B
- Adams River
- Ahmik River
- Ann River
- Armstrong River
- Artichoke River
- Ash River
- Ball Club River
- Baptism River
  - Baptism River (oostelijke vertakking)
  - Baptism River (westelijke vertakking)
- Basswood River
- Battle River
  - Battle River (noordelijke vertakking)
  - Battle River (zuidelijke vertakking)
- Baudette River
  - Baudette River (westelijke vertakking)
- Bear Island River
- Bear River, zijrivier van de Big Fork River
- Bear River, zijrivier van de Leech Lake River
- Bear River, zijrivier van de Sturgeon River
- Bearskin River
- Beartrap River
- Beaver River, zijrivier van de Bear Island River
- Beaver River, zijrivier van de Cloquet River
- Beaver River van het Bovenmeer
  - Beaver River (oostelijke vertakking)
  - Beaver River (westelijke vertakking)
- Big Fork River
- Birch River
- Black Duck River
- Black River, zijrivier van de Nemadji River
- Black River, zijrivier van de Red Lake River
- Black River, zijrivier van de Rainy River
  - Black River (zuidelijke vertakking)
  - Black River (westelijke vertakking)
- Blackduck River
- Blackhoof River
- Blue Earth River
  - Blue Earth River (oostelijke vertakking)
  - Blue Earth River (middelste vertakking)
  - Blue Earth River (westelijke vertakking)
- Blueberry River
- Bois de Sioux River
- Bottle River
- Boulder River
- Bowstring River
- Boy River
- Brule River
  - Brule River (oostelijke vertakking)
  - Brule River (westelijke vertakking)
- Buffalo River
  - Buffalo River (zuidelijke vertakking)
- Burntside River

### C-D
- Cannon River
  - North Cannon River
- Caribou River
- Cascade River
  - Cascade River (North Branch)
- Cat River
- Cedar River
  - Cedar River (oostelijke vertakking)
  - Cedar River (middelste vertakking)
  - Cedar River (westelijke vertakking)
- Chippewa River
  - Chippewa River (oostelijke vertakking)
- Chub River
- Clearwater River, zijrivier van de Mississippi River
- Clearwater River, zijrivier van de Red Lake River
- Cloquet River
  - Cloquet River (westelijke vertakking)
- Cobb River
- Cottonwood River
- Credit River
- Crocodile River
- Cross River of Gunflint Lake
- Cross River van het Bovenmeer
- Cross River, zijrivier van de Little Fork River
- Crow River
  - Crow River (noordelijke vertakking)
  - Crow River (middelste vertakking)
  - Crow River (zuidelijke vertakking)
- Crow Wing River
- Dahlgren River
- Dark River
- Dead Moose River
- Dead River, zijrivier van de Burntside River
- Dead River, zijrivier van de Otter Tail River
- Deer River, zijrivier van de Mississippi River
- Des Moines River
  - Des Moines River (oostelijke vertakking)
- Devil Track River
- Dumbbell River
- Dunbar River
- Duncan River
- Dunka River

### E-G
- East River, ook bekend als Prairie River (oostelijke vertakking)
- East River, zijrivier van de St. Louis River
- East Rock River
- East Savannah River
- East Split Rock River
- East Swan River
- East Two Rivers, zijrivier van de St. Louis River
- East Two Rivers, zijrivier van de Vermilion River
- Echo River
- Egg River
- Elbow River
- Elk River
- Embarrass River
- Encampment River
- Fall River (Minnesota)
- First River
- Fish Hook River
- Floodwood River
  - Floodwood River (westelijke vertakking)
- Flute Reed River
- French River
- Frost River
- Gentilly River
- Gooseberry River
- Granite River
- Greenwood River, zijrivier van de Brule River
- Greenwood River, zijrivier van de Stony River
- Grindstone River
  - Grindstone River (noordelijke vertakking)
  - Grindstone River (zuidelijke vertakking)
- Groundhouse River
  - Groundhouse River (zuidelijke vertakking)
  - Groundhouse River (westelijke vertakking)
- Gull River, zijrivier van de Crow Wing River
- Gull River, zijrivier van de Turtle River

### H-K
- Hill River, zijrivier van de Lost River
- Hill River, zijrivier van de Willow River
- Horse River
- Hunting Shack River
- Hustler River
- Isabella River
- Island River
- Joe River
- Johnson River
- Kabekona River
- Kadunce River
- Kawishiwi River
  - Kawishiwi River (noordelijke vertakking)
  - Kawishiwi River (zuidelijke vertakking)
- Kelso River
- Kettle River
  - Kettle River (West Branch)
- Knife River, zijrivier van de Snake River
- Knife River of het Bovenmeer
  - Knife River (westelijke vertakking)
- Korb River

### L
- La Salle River
- Lac Qui Parle River
  - Lac Qui Parle River (westelijke vertakking)
- Langley River
- Leaf River
- Le Sueur River
- Leech Lake River
- Lester River
- Little Ann River
- Little Black River
- Little Brule River
- Little Cannon River, zijrivier van de Cannon River, nabij Cannon Falls
- Little Cannon River, zijrivier van de Cannon River, nabij Kilkenny
- Little Cedar River
- Little Chippewa River
- Little Cloquet River
- Little Cobb River
- Little Cottonwood River
- Little Devil Track River
- Little Elk River
  - Little Elk River (zuidelijke vertakking)
- Little Fork River
- Little Gooseberry River
- Little Hill River
- Little Indian Sioux River
- Little Iowa River
- Little Isabella River
- Little Joe River
- Little Knife River, zijrivier van de Knife River, in Lake County
- Little Knife River, zijrivier van de Knife River, in St. Louis County
- Little Langley River
- Little Le Sueur River
- Little Manitou River
- Little Marais River
- Little Minnesota River
- Little Mississippi River
- Little Net River
- Little Nokasippi River
- Little Partridge River
- Little Pine River
- Little Pony River
- Little River
- Little Rock River
  - Little Rock River (westelijke vertakking)
- Little Sioux River
  - Little Sioux River (westelijke vertakking)
- Little Stewart River
- Little Sucker River
- Little Swan River
  - Swan River
- Little Tamarac River
- Little Tamarack River
- Little Turtle River
- Little Two Rivers
- Little Whiteface River, zijrivier van de Whiteface River, ten oosten vanMeadowlands
- Little Whiteface River, zijrivier van de Whiteface River, ten zuiden van Meadowlands
- Little Willow River, zijrivier van de Mississippi River
- Little Willow River, zijrivier van de Willow River
- Long Island River
- Long Prairie River
- Loon River
- Lost River, zijrivier van de Clearwater River
- Lost River of Nett Lake
- Lost River, zijrivier van de Roseau River
- Lost River, zijrivier van de Tamarac River
- Lost River, zijrivier van de Thief River
- Louse River
- Lower Stump River
- Lower Tamarack River

### M-O
- Manitou River
  - Manitou River (zuidelijke vertakking)
- Maple River
- Marsh River
- McCarty River
- Middle River
- Midway River
- Minnesota River
- Mississippi River
- Moose Horn River
  - Moose Horn River (westelijke vertakking)
- Moose River, zijrivier van de Nina Moose River
- Moose River of Namakan Lake
- Moose River of Thief Lake
- Moose River, zijrivier van de Willow River
- Mud River of Red Lake
- Mud River of Thief River
- Mustinka River
- Nagel River
- Necktie River
- Neill River
- Nemadji River
  - Nemadji River (noordelijke vertakking)
  - Nemadji River (zuidelijke vertakking)
- Net River
- Nett Lake River
- Nina Moose River
- Nokasippi River
- North Cormorant River
- North River
- North Turtle River
- North Two River
- Ocheyedan River
- Onion River
  - Onion River (West Branch)
- Otter River
- Otter Tail River
- Oyster River

### P-Q
- Paleface River
- Partridge River, zijrivier van de Crow Wing River
- Partridge River, zijrivier van de St. Louis River
  - Partridge River (zuidelijke vertakking)
- Pelican River, zijrivier van de Otter Tail River
- Pelican River, zijrivier van de Vermilion River
- Perent River
- Phoebe River
- Pigeon River, zijrivier van de Mississippi River at Lake Winnibigoshish
- Pigeon River of het Bovenmeer
- Pike River
- Pine River, zijrivier van de Kettle River
- Pine River, nabijLake Saganaga
- Pine River, zijrivier van de Mississippi River
  - Pine River (zuidelijke vertakking)
- Pine River, zijrivier van de Pigeon River
- Platte River
- Pokegama River
- Pomme de Terre River
- Poplar River, zijrivier van de Lost River
- Poplar River in Minnesota, watert af in het Bovenmeer
- Popple River
- Portage River, zijrivier van de Fish Hook River
- Portage River, zijrivier van de Moose Horn River
- Portage River, zijrivier van de Nina Moose River
- Potato River
- Prairie River, zijrivier van de Big Sandy Lake
- Prairie River, zijrivier van de Mississippi River
  - Prairie River (oostelijke vertakking)
  - Prairie River (oostelijke vertakking)

### R
- Rabbit River, zijrivier van de Mississippi River
- Rabbit River, zijrivier van de Bois de Sioux River
  - Rabbit River (zuidelijke vertakking)
- Rainy River
- Range River
- Rapid River, zijrivier van de Big Fork River
  -     - Rapid River (noordelijke vertakking)

  - Rapid River (oostelijke vertakking)
- Rapid River, zijrivier van de Little Fork River
- Rat Root River
  - Rat Root River (oostelijke vertakking)
- Red Lake River
- Red River of the North
- Red River, zijrivier van de St. Louis River
- Redeye River
- Redwood River
- Reservation River
- Rice River, zijrivier van de Big Fork River
- Rice River, zijrivier van de Little Fork River
- Rice River, zijrivier van de Mississippi River
- Ripple River
- Rock River
  - Rock River (oostelijke vertakking)
- Root River
  -     - Root River (noordelijke vertakking)
    - Root River (middelste vertakking)
    - Root River (zuidelijke vertakking)

  - Root River (zuidelijke vertakking)
- Roseau River
  - Roseau River (zuidelijke vertakking)
- Royal River
- Rum River
  - Rum River (westelijke vertakking)
- Rush River
  - Rush River (noordelijke vertakking)
  - Rush River (middelste vertakking)
  - Rush River (zuidelijke vertakking)

### S
- St. Croix River
- St. Francis River
  - St. Francis River (West Branch)
- St. Louis River
- Sand Hill River
- Sand River, zijrivier van de Stony River
- Sand River, zijrivier van de Pike River, also called Sandy River
- Sandy River, zijrivier van de Mississippi River
- Sandy River of Red Lake
- Sauk River
- Schoolcraft River
- Sea Gull River
- Shagawa River
- Shannon River
- Shell River
- Shell Rock River
- Shingobee River
- Skunk River, zijrivier van de Crow River (noordelijke vertakking)
- Skunk River, zijrivier van de Platte River
- Snake River, zijrivier van de Elk River
- Snake River, zijrivier van de Isabella River
- Snake River, zijrivier van de Red River of the North
  - Snake River (zuidelijke vertakking)
- Snake River, zijrivier van de St. Croix River
- South Brule River
- South Cormorant River
- South Kawishiwi River
- South Two River
- Split Rock River van het Bovenmeer
- Split Rock River, zijrivier van de Kettle River
- Steamboat River
- Stewart River
- Stone River
- Stony River
- Straight River, zijrivier van de Cannon River
- Straight River, zijrivier van de Fish Hook River
- Stuart River
- Stump River
- Sturgeio River, zijrivier van de Big Fork River
- Sturgeio River, zijrivier van de Little Fork River
  - Sturgeon River (oostelijke vertakking)
- Sunrise River
  - Sunrise River (noordelijke vertakking)
  - Sunrise River (zuidelijke vertakking)
  - Sunrise River (westelijke vertakking)
- Swamp River
- Swan River, zijrivier van de Mississippi River, nabij Grand Rapids
- Swan River, zijrivier van de Mississippi River, nabij Little Falls
- Swift River

### T-V
- Tait River
- Talmadge River
- Tamarac River of Red Lake
- Tamarac River, zijrivier van de Red River of the North
- Tamarack River
- Temperance River
- Thief River
- Third River
- Toad River
- Tucker River
- Turtle River, zijrivier van de Bowstring River
- Turtle River, zijrivier van de Mississippi River
- Two Island River
- Two Rivers, zijrivier van de Mississippi River
- Two Rivers, zijrivier van de Red River of the North
  - Two Rivers (middelste vertakking)
  - Two Rivers (noordelijke vertakking)
  - Two Rivers (zuidelijke vertakking)
- Upper Iowa River
  - Upper Iowa River (noordelijke vertakking)
- Upper Tamarack River
- Us-kab-wan-ka River
- Valley River
- Vermilion River
- Vermillion River, zijrivier van Mississippi River, nabij Grand Rapids
- Vermillion River, zijrivier van Mississippi River, nabij Hastings
  - Vermillion River (noordelijke vertakking)
- Vern River

### W-Z
- Wapsipinicon River
- Warroad River
  - Warroad River (oostelijke vertakking)
  - Warroad River (Westelijke vertakking)
- Watab River
  - Watab River (Noordelijke vertakking)
  - Watab River (zuidelijke vertakking)
- Watonwan River
  - Watonwan River (Noordelijke vertakking)
  - Watonwan River (zuidelijke vertakking)
- West Savanna River
- West Split Rock River
- West Swan River
- West Two Rivers, zijrivier van de St. Louis River
- West Two River of Vermilion Lake
- Whetstone River
- White Earth River
- White Pine River
- Whiteface River
  - Whiteface River (noordelijke vertakking)
  - Whiteface River (zuidelijke vertakking)
- Whitewater River
  - Whitewater River (noordelijke vertakking)
  - Whitewater River (middelste vertakking)
  - Whitewater River (zuidelijke vertakking)
- Wild Rice River
  - Wild Rice River (zuidelijke vertakking)
- Willow River, zijrivier van Kettle River
- Willow River, zijrivier van Little Fork River
- Willow River, zijrivier van Mississippi River
  - Willow River (noordelijke vertakking)
  - Willow River (zuidelijke vertakking)
- Wing River, zijrivier van Leaf River
- Wing River, zijrivier van Rapid River (oostelijke vertakking)
- Winter Road River
- Yellow Bank River
  - Yellow Bank River (noordelijke vertakking)
  - Yellow Bank River (zuidelijke vertakking)
- Yellow Medicine River
  - Yellow Medicine River (noordelijke vertakking)
  - Yellow Medicine River (zuidelijke vertakking)
- Zumbro River
  - Zumbro River (noordelijke vertakking)
  - Zumbro River (middelste vertakking)
    - Zumbro River (noordelijke vertakking)
    - Zumbro River (zuidelijke vertakking)

  - Zumbro River (zuidelijke vertakking)

## Per stroomgebied en zijrivier

### Bovenmeer

#### Baptism-Brule
- Pigeon River
  - Swamp River
  - Stump River
  - Pine River
    - Crocodile River
- Reservation River
- Flute Reed River
- Brule River
  - Greenwood River
  - Brule River (noordelijke vertakking)
  - Brule River (zuidelijke vertakking)
- Devil Track River
  - Little Devil Track River
- Fall River
- Cascade River
  - Cascade River (noordelijke vertakking)
- Poplar River
- Onion River
  - Onion River (Westelijke vertakking)
- Temperance River
- Cross River van het Bovenmeer
- Two Island River
- Caribou River
- Manitou River
  - Manitou River (zuidelijke vertakking)
- Little Marais River
- Baptism River
  - Baptism River (oostelijke vertakking)
  - Baptism River (Westelijke vertakking)

#### Beaver-Lester
- Beaver River van het Bovenmeer
  - Beaver River (East Branch)
  - Beaver River (West Branch)
- Split Rock River
  - East Split Rock River
  - West Split Rock River
- Gooseberry River
  - Little Gooseberry River
- Encampment River
- Stewart River
  - Little Stewart River
- Knife River
  - Little Knife River, in St. Louis County
  - Little Knife River, in Lake County
  - Knife River (Westelijke vertakking)
- French River
- Talmadge River
- Lester River

#### St. Louis River
- Nemadji River (zie onder)
- Pokegama River
- Red River
- Midway River
- White Pine River
- Cloquet River (see below)
- Artichoke River
- East Savannah River
- Floodwood River
  - Floodwood River (Westelijke vertakking)
- Whiteface River
  - Little Whiteface River, ten zuiden van Meadowlands
  - Little Whiteface River, ten oosten van Meadowlands
  - Paleface River
  - Whiteface River (noordelijke vertakking)
  - Whiteface River (zuidelijke vertakking)
- East Swan River
  - West Swan River
- Stone River
- West Two Rivers
- East Two Rivers
- Embarrass River
- Partridge River
  - Partridge River (South Branch)
- East River
- North River

#### Beartrap-Nemadji
- Nemadji River
  - Nemadji River (noordelijke vertakking)
  - Nemadji River (zuidelijke vertakking)

#### Cloquet River
- Us-kab-wan-ka River
- Beaver River
- Little Cloquet River
- Cloquet River (West Branch)

### Lower Mississippi River Bassin

#### Root River
- Root River (South Fork)
- (Root River (Main Fork))
  - Root River (South Branch)
  - Root River (North Branch)
  - Root River (Middle Branch)

#### LaCrosse-Pine
none

#### Buffalo-Whitewater
- Whitewater River
  - Whitewater River (North Fork)
  - Whitewater River (Middle Fork)
  - Whitewater River (South Fork)

#### Zumbro
- Zumbro River
  - Zumbro River (North Fork)
  - Zumbro River (Middle Fork)
    - Zumbro River (North Branch)
    - Zumbro River (South Branch)

  - Zumbro River (South Fork)

#### Cannon River
- - North Cannon River
- Little Cannon River, nabij Cannon Falls
- Straight River
- Little Cannon River, nabij Kilkenny

#### Rush-Vermillion
- Vermillion River
  - Vermillion River (North Branch)

### UpperMississippi RiverBassin

#### Twin Cities
- St. Croix River (zie onder)
- Minnesota River (zie onder)

#### Rum River
- Rum River (West Branch)

#### Platte-Spunk
- Platte River
  - Skunk River
  - Two Rivers
  - North Two Rivers
  - South Two Rivers
- Little Two Rivers
- Swan River
  - Little Swan River
    - Swan River (Spring Branch)

#### Elk-Nokasippi
- Nokasippi River
  - Little Nokasippi River
- Crow Wing River (zie onder)
- Rabbit River

#### Crow Wing River
- Gull River
- Long Prairie River (zie onder)
- Partridge River
  - Little Partridge River
- Leaf River
  - Redeye River (see below)
  - Wing River

### St. Croix RiverBassin

#### Lower St. Croix
- Sunrise River
  - Sunrise River (North Branch)
  - Sunrise River (South Branch)
  - Sunrise River (West Branch)

#### Snake River
- Groundhouse River
  - Groundhouse River (South Fork)
  - Groundhouse River (West Fork)
- Ann River
  - Little Ann River
- Knife River

#### Kettle River
- Grindstone River
  - Grindstone River (North Fork)
  - Grindstone River (South Fork)
- Pine River
- Willow River
  - Little Willow River
- Moose Horn River
  - Portage River
  - Moose Horn River (West Fork)
- Split Rock River
- Dead Moose River
- Kettle River (West Branch)

#### Upper St. Croix
- Lower Tamarack River
- Upper Tamarack River

### Minnesota RiverBassin

#### Lower Minnesota
- Credit River
- Rush River
  - Rush River (North Branch)
  - Rush River (Middle Branch)
  - Rush River (South Branch)

#### Le Sueur River
- Maple River
- Cobb River
  - Little Cobb River
- Little Le Sueur River

#### Watonwan River
- Watonwan River (North Fork)
- Watonwan River (South Fork)

#### Blue Earth River
- Blue Earth River (East Branch)
- Blue Earth River (Middle Branch)
- Blue Earth River (West Branch)

#### Middle Minnesota
- Little Cottonwood River

#### Hawk-Yellow Medicine
- Yellow Medicine River
  - Yellow Medicine River (North Branch)
  - Yellow Medicine River (South Branch)

#### Chippewa River
- Chippewa River (East Branch)

#### Lac qui Parle River
- Lac qui Parle River (West Branch)

#### Upper Minnesota
- Yellow Bank River
  - Yellow Bank River (North Fork)
  - Yellow Bank River (South Fork)
- Little Minnesota River

### Rainy RiverBassin

#### Lake of the Woods
- Warroad River
  - Warroad River (East Branch)
  - Warroad River (West Branch)

#### Lower Rainy River
- Winter Road River
- Baudette River
  - Baudette River (West Fork)

#### Upper Rainy River
- Rapid River (zie onder)
- Black River
  - Black River (South Fork)
  - Black River (West Branch)
- Big Fork River (zie onder)
- Little Fork River (zie onder)

#### Rapid River
- (Rapid River (Main Fork))
  - Rapid River (North Branch)
- Rapid River (East Fork)
  - Wing River

#### Big Fork River
- Bear River
- Sturgeon River
- Rice River
- Popple River
  - Dunbar River
- Bowstring River
  - Turtle River
    - Little Turtle River

#### Little Fork River
- Cross River
- Nett Lake River
- Rapid River
- Valley River
- Willow River
- Sturgeon River
  - Bear River
    - Bearskin River

  - Dark River
  - Sturgeon River (East Branch)
  - Shannon River
- Rice River

#### Rainy Lake
- Rat Root River
  - Rat Root River (East Branch)
- Ash River
  - Black Duck River
- Moose River
- Johnson River

#### Rainy River Headwaters
- Vermilion River (zie onder)
- Loon River
  - Little Indian Sioux River
    - Little Pony River

  - Hustler River
  - Boulder River
    - Dahlgren River
      - Stuart River

    - Nina Moose River
      - Oyster River
      - Moose River
      - Portage River

  - Beartrap River
  - Basswood River
    - Horse River
    - Range River
    - Kawishiwi River
      - Shagawa River
        - Burntside River

      - Kawishiwi River (North Fork)
      - Kawishiwi River (South Fork)
        - Bear Island River
        - Birch River
        - Dunka River
        - Stony River
          - Sand River
          - Greenwood River

        - Isabella River
          - Snake River, zijrivier van Isabella River
          - Little Isabella River
          - Island River
            - Dumbbell River

          - Perent River

      - Louse River
      - Phoebe River

    - Sea Gull River
    - Granite River
      - Pine River
        - Cross River
          - Frost River

#### Vermilion River
- Echo River
  - Hunting Shack River
- Pelican River
  - Elbow River

Alabama · Alaska · Arizona · Arkansas ·  Californië · Colorado · Connecticut · Delaware · Florida · Georgia · Hawaï · Idaho ·  Illinois · Indiana · Iowa · Kansas · Kentucky · Louisiana · Maine · Maryland · Massachusetts · Michigan · Minnesota · Mississippi · Missouri · Montana · Nebraska · Nevada · New Hampshire · New Jersey · New Mexico · New York ·  North Carolina · North Dakota · Ohio · Oklahoma · Oregon · Pennsylvania · Rhode Island · South Carolina · South Dakota · Tennessee · Texas · Utah · Vermont · Virginia · Washington (staat) · Washington D.C. · West Virginia · Wisconsin · Wyoming